# Joaquín Enguix Pachés
Joaquín Enguix Pachés, també conegut com a Ximo Enguix (Tavernes de la Valldigna, Safor, 18 de febrer de 1978) és un futbolista i entrenador de futbol valencià, que ocupa la posició de migcampista.

## Trajectòria
Sorgeix del planter del València CF. Després de militar diversos anys al Mestalla, debuta amb el primer equip en Lliga la temporada 02/03. Hi disputaria dos partits, els únics de la seua carrera a la màxima categoria.
La mateixa campanya 02/03 la finalitzaria a la UD Salamanca, de Segona, tot jugant 21 partits i marcant 1 gol. Sense lloc al València, continuaria militant en equips de la categoria d'argent: Recreativo de Huelva (03/04), Polideportivo Ejido (04/05) i Sporting de Gijón (05/06), tot jugant al voltant de la trentena de partits cada any.
L'estiu del 2006 fitxa pel Rayo Vallecano, de Segona B. Dos anys després, el 2008 aconsegueix l'ascens amb el Rayo a Segona Divisió, tot jugant 30 partits la temporada 08/09. L'estiu del 2009 deixa l'equip madrileny i marxa al CE Castelló.
Des de la temporada 2014-15 ha entrenat alguns equips de futbol valencians com la SD Sueca en el qual va acabar la seua carrera com a jugador, la UE Gandia, el Silla CF i del C. F. Torre Llevant Orriols.